# Nozomi Okuhara
Nozomi Okuhara (奥原 希望, Okuhara Nozomi), née le 13 mars 1995 dans la Préfecture de Nagano au Japon, est une joueuse de badminton professionnelle spécialiste du simple dames. En 2012, elle devient championne du monde junior. Elle remporte son premier tournoi Grand Prix en 2012 à l'Open du Canada et son premier tournoi Super Series en 2015 à l'Open du Japon. Elle obtient la médaille de bronze aux Jeux olympiques d'été de 2016 à Rio de Janeiro. Elle devient la première japonaise à remporter la médaille d'or en simple dames aux Championnats du monde de badminton 2017 à Glasgow.

## Palmarès

### Médailles en compétitions internationales par équipe
| Rang              | Année | Compétition                  | Dernier adversaire |
| ----------------- | ----- | ---------------------------- | ------------------ |
| Médaille d'argent | 2015  | Sudirman Cup                 | Chine              |
| Médaille d'argent | 2012  | Championnats du monde junior | Chine              |

### Médailles en compétitions internationales individuelles
| Rang                                | Année | Compétition                             | Dernier adversaire     |
| ----------------------------------- | ----- | --------------------------------------- | ---------------------- |
| Médaille d'argent, Coupe du Monde   | 2019  | Championnats du monde de badminton 2019 | Pusarla Venkata Sindhu |
| Médaille d'or, Coupe du Monde       | 2017  | Championnats du monde de badminton 2017 | Pusarla Venkata Sindhu |
| Médaille de bronze, Jeux olympiques | 2016  | Jeux olympiques d'été de 2016           | Li Xuerui              |
| Médaille d'or                       | 2012  | Championnats du monde junior            | Akane Yamaguchi        |
| Médaille de bronze                  | 2011  | Championnats du monde junior            | Ratchanok Intanon      |

### Titres en tournois internationaux
| Année | Tournoi                         | Catégorie            | Adversaires en finale |
| ----- | ------------------------------- | -------------------- | --------------------- |
| 2012  | Open du Canada                  | Grand Prix           | Sayaka Takahashi      |
| 2014  | Open de Nouvelle-Zélande        | Grand Prix           | Kana Ito              |
| 2014  | Open du Viêt Nam                | Grand Prix           | Aya Ohori             |
| 2014  | Masters de Corée du Sud         | Grand Prix           | Sayaka Sato           |
| 2015  | Open de Malaisie                | Grand Prix Gold      | Sayaka Takahashi      |
| 2015  | Open des États-Unis             | Grand Prix Gold      | Sayaka Sato           |
| 2015  | Open du Japon                   | Super Series         | Akane Yamaguchi       |
| 2015  | BWF Super Series Masters Finals | Finals               | Wang Yihan            |
| 2016  | Open d'Angleterre               | Super Series Premier | Wang Shixian          |
| 2017  | Open d'Australie                | Super Series         | Akane Yamaguchi       |
| 2018  | Open de Thaïlande               | Super 500            | Pusarla V. Sindhu     |
| 2018  | Open de Corée du Sud            | Super 500            | Beiwen Zhang          |
| 2018  | Open de Hong Kong               | Super 500            | Ratchanok Intanon     |
| 2020  | Open du Danemark                | Super 750            | Carolina Marín        |
| 2021  | Open d'Angleterre               | Super 1000           | Pornpawee Chochuwong  |